# 郭国松
郭国松，南方周末高级记者、21世纪经济报道高级记者、瞭望东方周刊编委、法制早报常务副总编辑、中国周刊助理总编辑。现任法制日报社主办的《法治周末》执行总编辑。

## 方舟子涉嫌抄袭事件
《法治周末》3月28日发表文章，题为《方舟子涉嫌抄袭总调查》，称＂本报将陆续披露对方舟子子涉嫌学术不端行为的调查。＂

## 方舟子妻子的论文涉嫌剽窃事件
《法治周末》4月27日发表文章，题为《方舟子后院起火：妻子硕士论文涉嫌抄》，文章认为，方舟子妻子刘菊花的硕士论文约31000字，共有159个自然段，其中146个自然段(约28000字)含有来自他人的文字，但只有70个自然段标明了出处的“注释”。两人在微博上引发一场口水战。

### 各方回应
郭国松在微博上称，刘菊花文章中的注释极为不规范，注释并没有标出是整句摘抄还是整段摘抄。
方舟子在微博上称，《法治周末》执行总编郭国松是在“公报私仇”。
人民网作者刁博刊文指出，郭国松的打假明显不同于方舟子。打假对象的身份是刘菊花，而不应该是媒体上所说的“方舟子的妻子”。“郭国松的所谓打假，只是一个伪装，其背后的所指，正是曾经揭发过他的方舟子。扯掉他的打假伪装，他的这种手段和肖传国的雇凶报复没什么本质区别。”
支持者普遍认为，方舟子作为公众人物所作出的回应是不妥当的，同时网上也不乏激进者和攻击者。如名为“编剧赵华”的博客文章《方舟子妻刘菊花之无耻远甚暗娼滚刀肉》。

## 著作
- 《太平洋大劫杀》，东方出版社，2016年8月，ISBN 9787506091121